# Bázos

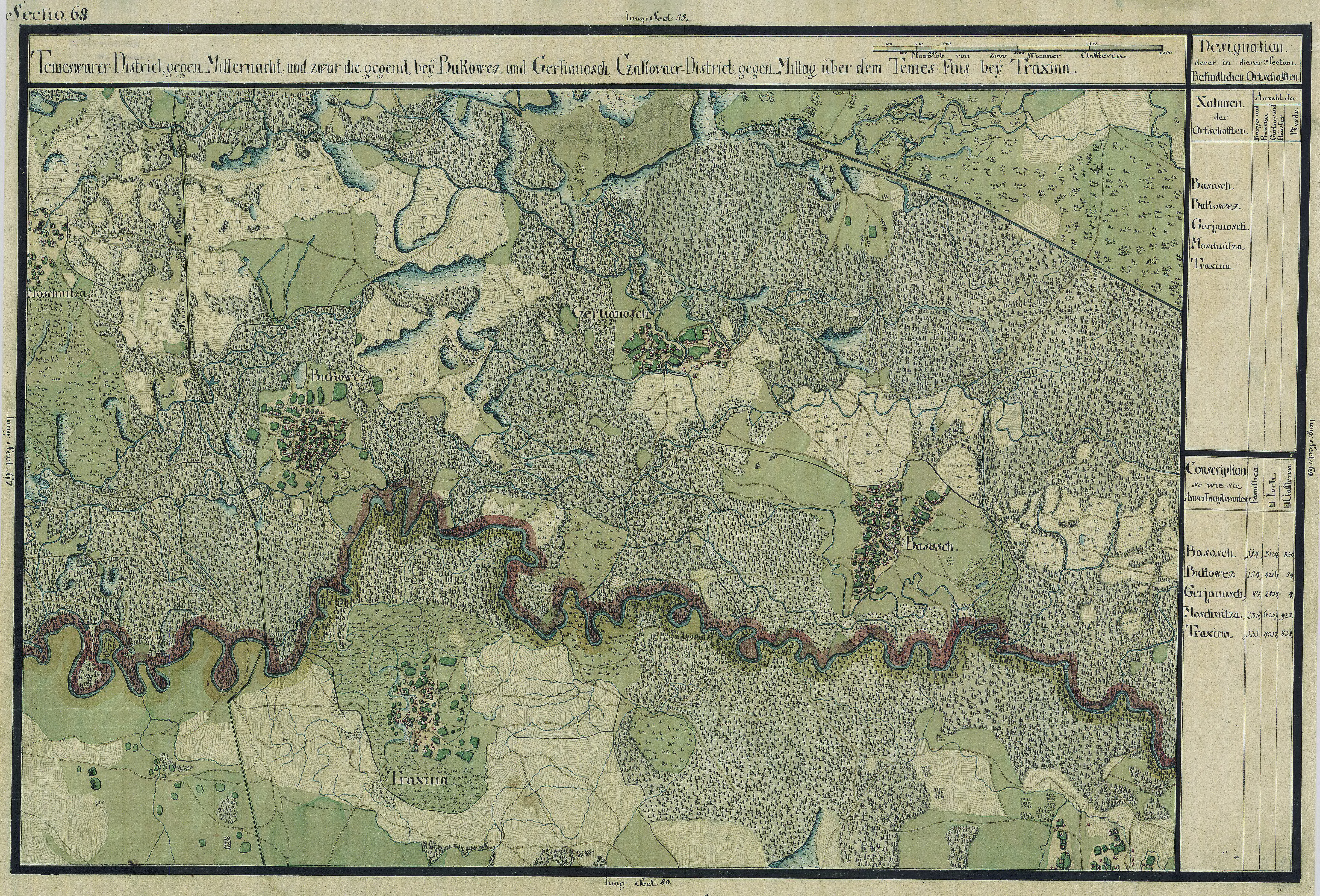
Bázos egy régi térképen

Bázos, románul: Bazoș, település Romániában, a Bánságban, Temes megyében.

## Fekvése
Temesvártól keletre, Bükkfalva, Nagykövéres és Hattyas közt fekvő település.

## Története
Bázos nevét 1783-ban említette először oklevél Bassosch néven. 1808-ban Bázos, Bazosch, Bazosh, 1913-ban Bázos néven írták.
A település nevét már az 1723-1725 évi gróf Mercy-féle térkép is említette a temesvári kerületben, ahol lakott helyként volt feltüntetve. Az 1761-es térképen már csak pusztaként tüntették fel, nem sokkal ezután pedig románok telepedtek meg itt, és 1783-ban a térképen Bassosh néven már mint falu szerepelt. Az 1838-as összeíráskor pedig már 53 1/8 egész jobbágytelket írtak benne össze.
A 19. század elején a kamarai birtok volt, 1867-ben a kamara itteni birtokait, köztük Bázost is báró Ambrózy István és Lajos vásárolták meg. 1851-ben Fényes Elek írta a településről: „Bázos, oláh falu, Temes vármegyében, Temesvárhoz keletre 3 órányira, rónaságon, erdők között, 1438 óhitű lakossal, s anyatemplommal. Határa, melyet egy részről Temes, más részről a Bega fogja be, az árvizek miatt nem a legtermékenyebb. Kiterjed 9300 holdra, melyből szántóföld 1564 hold, legelő 736 hold, és erdő 7000 hold. Ebből az erdőn kívül majorsági föld 600 hold. Bírja a királyi kincstár.”
A trianoni békeszerződés előtt Temes vármegye Temesrékasi járásához tartozott.
1910-ben 2160 lakosából 1644 román, 414 magyar, 83 német volt. Ebből 1642 görögkeleti ortodox, 442 római katolikus, 37 görögkatolikus volt.

## Nevezetességek
- Bázosi arborétum, amelyet Ambrózy Lajos, az Osztrák–Magyar Monarchia Amerikai Egyesült Államokbeli nagykövete alapított 1909-ben.[1]